# Кайсацкое сельское поселение
Кайса́цкое се́льское посе́ление — муниципальное образование в составе Палласовского района Волгоградской области.
Административный центр — село Кайсацкое.

## История
Кайсацкое сельское поселение образовано 30 декабря 2004 года в соответствии с Законом Волгоградской области № 982-ОД.

## Население
| 2010  | 2012  | 2013  | 2014  | 2015  | 2016  | 2017  |
| ----- | ----- | ----- | ----- | ----- | ----- | ----- |
| 2152  | ↘2113 | ↘2060 | ↘2041 | ↘2017 | ↘2016 | ↘1982 |
| 2018  | 2019  | 2020  | 2021  |       |       |       |
| ↘1964 | ↘1908 | ↘1850 | ↘1804 |       |       |       |

## Состав сельского поселения
| № | Населённый пункт | Тип населённого пункта       | Население |
| - | ---------------- | ---------------------------- | --------- |
| 1 | Есин             | хутор                        | 110       |
| 2 | Кайсацкое        | село, административный центр | 1924      |
| 3 | Камышовка        | хутор                        | 26        |
| 4 | Королёвка        | хутор                        | 11        |
| 5 | Новый            | хутор                        | 66        |
| 6 | Сахаровка        | хутор                        | 15        |